# Wesełyj Haj (obwód doniecki)
Wesełyj Haj (ukr. Веселий Гай) – wieś na Ukrainie, w obwodzie donieckim, w rejonie pokrowskim, w hromadzie Kurachowe. W 2001 liczyła 164 mieszkańców.